# Léo Wellens
 Léo Wellens , né le 14 mars 1959 à Hasselt, est un coureur cycliste belge, professionnel de 1981 à 1988. Il est le père de Tim Wellens et le frère de Johan et Paul Wellens, tous coureurs cyclistes.

## Biographie
En 1980, il participe aux Jeux olympiques d'été de Moscou, sur l'épreuve du contre-la-montre par équipes, aux côtés de Patrick du Chau, Marc Sergeant et Gerrit Van Gestel. Le quatuor belge termine à la 16e place.

## Palmarès

### Palmarès amateur
- 1980
  - 1re étape du Circuit franco-belge

### Palmarès professionnel
- 1981
  - 3e du Grand Prix Beeckman-De Caluwé
- 1983
  - 1re étape du Tour Européen Lorraine Alsace
  - 8eb étape du Tour de l'Avenir
- 1984
  - 8e du Tour de Suisse
- 1985
  - 2e du Grand Prix de Peymeinade
- 1986
  - 8e étape du Tour de Catalogne

## Résultats dans les grands tours

### Tour de France
1 participation
- 1981 : 102e

### Tour d'Espagne
2 participations
- 1987 : hors délais (12e étape)
- 1988 : abandon (13e étape)